# Паласиу ду Планалту
Паласио до Планалто (на португалски: Palácio do Planalto, Дворецът на платото) е седалище на изпълнителната власт в Бразилия и официално работно място на президента на Бразилия. Намира се на Площада на трите власти в Бразилия, Бразилия.
Работният кабинет на президента на Бразилия се намира в Паласио до Планалто, но президентът и семействтот му живеят в официалната президентска резиденция в Паласио да Алворада. В Паласио до Планалто се намират и кабинетите на вицепрезидента и на началника на к
Канцеларията на президента.

## История
Сторежът на Паласио до Планалто започва на 10 юли 1958 г. Дворецът е тържествено открит на 21 април 1960 г. Тържественото откриване на Паласио до Планалто полага началото на историята на град Бразилия, тъй като е кулминация на церемонията, отбелязваща преместването на столицата на Бразилия във вътрешността на страната, предприето от администрацията на президента Жуселину Кубичек. До откриването на двореца официално седалище на федералното правителство на Бразилия се помещава в двореца Катетинху – дървена сграда в покрайнините на Бразилия

## Архитектура
Архитектът на Паласио до Планалто е Оскар Нимайер, който проектира най-важните сгради в бразилската столица. Модернистичната архитектура на двореца впечатлява с изчистените си лини. Съчетанието на криви и прави линии създават силното усещане за пластичност. За оформянето на фасадата е използвано предимно стъкло, което кара президента Кубичек да оприличи двореца на стъклено съндъче, което чака в него да бъде посадена орхидея. Сградата впечатлява и със своите колони, които сякаш крепят стъкленото здание на земята. На предната фасада на двореца е изградена дълга рампа, която отвежда към централния вход на сградата. Президентът рядко може да бъде видян да се изкачва или да слиза по централната рампа – това обикновено става само по официални поводи, а през останалото време той влиза в президентството през северния му вход.
Градините на двореца са оформени по проект на Роберто Бурле Маркс. През 1991 г. пред президентския дворец и вдясно от него е изградено изкуствено езеро с приблизителна площ от 1635 m² и вместимост от 1900 куб. м. вода. Няколко японски шарана красят изкуственото езеро на двореца.
Паласио до Планалто е висок четири етажа, а общата му площ е 36 000 m². На първия етаж се намират парадният вход и приемната; на втория етаж се намират източната, овалната и западната зали, конферентната зала и прессекретариатът; на третия етаж се помещават кабинетът на Президента и тези на неговите преки съветници; на четвъртия етаж се намират кабинетите на секретаря на президентската канцелария и този на началника на службата по сигурност на президетството.
Дворецът е отворен за посещения само в неделя от 9 ч. до 13 ч. През останалата част от седмицата достъпът в двореца е разрешен само за служители.
Пощенски адрес и телефон за контакти:
Presidência da República

Palácio do Planalto

Praça dos Três Poderes

Zona Cívico-Administrativa

Brasília – DF

CEP 70150 – 904

Tel.: (61) 3411 – 2317

## Галерия
- Изглед към двореца
- Работният кабинет на президента
- Овалната зала, в която заседава кабинетът
- Заседание на кабинета